# Олександропіль (Краматорський район)
Олександро́піль — село Іллінівської сільської громади Краматорського району Донецької області, Україна.

## Загальні відомості
Розташовується у Писаревому Яру.
Відстань до Костянтинівки становить близько 31 км і проходить переважно автошляхом Н32.
Відстань до центру громади близько 27,5 км.

## Історія
Село Олександропіль (нім. - Alexandropol) засноване 1888 року на відстані близько 25 км на північний схід від Мемрика. Тут оселилися 30 родин менонітів з Молочної колонії.
Колонія Мемрик (нім. - Memrik) започаткована 1884 року, коли громади Гальбштадту та Гнаденфельду з колонії Молочна вирішили спільно придбати 12 000 десятин земельних угідь у Бахмутському повіті.
Земля, за яку меноніти заплатили 600 000 рублів, була куплена у двох поміщиків – Котляревського та Карпова. Меноніти зобов’язалися повністю розрахуватися за землю упродовж восьми років. 
Мешканці нової колонії збирали набагато вищі врожаї, ніж у колонії Молочна. Через північно-східну частину території проходила Катеринославська залізнична колія. Найближчою станцією була Желанна.
Село процвітало та багатіло, оскільки мешканці були заможними, а земля родючою. Меноніти будували гарні цегляні будинки із загорожами, і село нагадувало найкращі поселення Молочної колонії.
Олександропіль розташовувався у Сантуринівській волості Бахмутського повіту та мав тісні торгові зв’язки із Мемриком, а тому вважався селом саме цієї колонії.
У cписку промислових та комерційних підприємств менонітів у селі Олександропіль значиться підприємство торгівлі сільськогосподарською технікою та обладнанням Нойфельда А. А. (Neufeld A. A).
У селі була Церква Братських менонітів, оскільки більшість мешканців належали саме до цієї конгрегації. Храм, який вміщував 400 вірян, збудували 1893 року. Сама парафія була філією Менонітської Церкви Братських менонітів, що знаходилась у Котлярівці. Решта мешканців належала до Менонітської церкви Марієнорта.
Будівля школи була зведена 1907 року. 
7 (20) листопада 1917 року, відповідно до Третього Універсалу Української Центральної Ради, увійшло до складу Української Народної Республіки.  
1926 року колонія вважалася центром грамотності через свою чотирикласну школу. Стіни збудовано з цегли, гарно оздоблено біля дверей, вікон та вздовж карнизу. Пізніше автентичну черепицю було замінено на шифер, а з одного кінця зроблено прибудову. Будівля колишньої школи була знесена 2005 року.

### Радянський період
Згідно подворового перепису січня - лютого 1923 року в Олександрополі налічувалося 81 господарство, де проживало 388 осіб та 1 найманий працівник. Також значилося 135 коней, 142 поголів'я крупної рогатої худоби, 73 вівці, 21 свиня, 576 курей, 3 господарства займалися бджільництвом. Також за колонією значилося багато сільськогосподарської техніки: плуги, сіялки, молотилки, зерноочисники тощо.
З початком радянської окупації Олександропіль увійшов до Залізнянського району. Було створено Олександропільську сільську раду, куди 1926 року також увійшла сусідня євангелістська колонія Баронівка.
Колонія успішних землевласників та підприємців постраждала під час революційних подій. Багато селян було вбито, приватну власність розкрадено або знищено. Пізніше подібні страждання принесла й Громадянська війна, а за нею – голод. У 1930-х роках багато менонітів з Мемрика було відправлено до таборів, а землю колишньої колонії поділили між колгоспами. 
25 червня 1936 року було створено Дзержинський район. Його виділили з Горлівського району у складі Артемівської, Нью-Йоркської, Північної та Щербинівської селищних рад. Також з Олександропільської, Архангельської, Залізнянської, Калинівської, Неліпівської, Миколаївської та Ново-Бахмутівської рад.
До Олександропільської сільської ради 1936 року також входила колонія Грюнталь.
10 серпня 1954 року Олександропільську та Калинівську сільські ради об'єднують в одну Калинівську із центром в селі Калинове.
22 жовтня 1980 року села Тарасівка, Новооленівка, Водяне Друге, Березівка, Олександропіль та Зелене Поле передають у підпорядкування Тарасівськоій сільській раді.
Основною сільськогосподарською галюззю у радянський час було насіннєве господарство, працювала олійна артіль.
Від 1999 року починається газифікація села та реконструкція водогону.
Станом на 2003 рік в селі все ще зберігалося кілька споруд, що колись належали менонітам.
3 травня 2025 року почалися бої за це село.
25 травня 2025 року ЗС РФ окупували село.

## Населення
Кількість населення налічувала:
- 1905 рік — 100 осіб;
- 1911 - 1914 роки — 150 осіб;
- 1918 рік — 164 особи;
- 1923 рік — 388 осіб (179 чоловіків та 209 жінок) та 81 господарство;
- 1926 рік — 471 осіб, з них 463 німців.[11]

За даними перепису 2001 року населення села становило 194 особи, із них 72,68 % зазначили рідною мову українську, 26,29 % — російську та 1,03 % — білоруську.

## Вулиці
- Степова (колишня Іркутська);[13]
- Львівська;
- Чорноморська.[14]

## Репресії
Після встановленя радянської окупаційної влади на території України почалися масові репресії проти «ворогів народу», «троцькістів», «буржуазних націоналістів», «шпигунів» тощо. Найбільшого розмаху терор досяг після прийняття конституції, що офіційно проголосила перемогу соціалізму. Лише в Донецькій області було заарештовано, розстріляно, запроторено до концтаборів близько п'ятдесяти тисяч невинних людей. Серед репресованих мешканців села Олександропіль:
- Пеннєр Давид Давидович, 1906 р. н., німець. Заарештований 22 грудня 1937 року. Засуджений до розстрілу.
- Поль Роберт Йосипович, 1871 р. н., німець, сторож школи. Заарештований 27 жовтня 1937 року. Засуджений до розстрілу з конфіскацією майна. Вирок приведений до виконання у м. Cталіно 2 березня 1938 року.
- Реймер Петро Петрович, 1913 р. н., німець, освіта початкова. Заарештований 20 жовтня 1937 року та засуджений до розстрілу.[15]